# إسماعيل آباد (مقاطعة دلفان)
إسماعيل‌آباد (بالفارسية: اسماعیل‌آباد) هي قرية تقع في Nurabad Rural District في إيران. يقدر عدد سكانها بـ 326 نسمة .